# Guèisermita
Una guèisermita és un tipus d'espeleotema que té forma cònica, amb el seu interior buit, i creix en els sòls de les coves. Les guèisermites semblen estalagmites, però el seu interior buit i el seu origen, que no prové del degoteig de l'aigua dels sostres de les coves, les diferencia.
El terme guèisermite, que significa estalagmita guèiser, fou introduït per primer cop pel txec J. Chromý el 1927, i pels txecs J. Kašpar i J. Kunský el 1943.
La formació de les guèisermites es deu al flux ascendent d'aigua termal, calenta, que brolla a través d'un forat del sòl d'una cova. En refredar-se l'aigua produeix la precipitació del carbonat de calci que forma un dipòsit en forma de con al voltant del forat de sortida. Aquest con creix amb el pas del temps a mesura que es va dipositant més carbonat de calci.